# Бад Кројцнах
Бад Кројцнах град је у немачкој савезној држави Рајна-Палатинат. Једно је од 119 општинских средишта округа Бад Кројцнах. Према процени из 2013. у граду је живело 48.229 становника. Поседује регионалну шифру (AGS) 7133006. Бад Кројцнах је бањски град и седиште неколико судова, као и федералних и државних органа. Кројцнах је средиште округа, а и средиште државне привредне коморе за регион Рајна-Палатинат. Класификује се као средњи центар са неким функцијама горњег центра, што га чини административним, културним и економским центром региона са више од 150.000 становника. Поред тога, град и околна подручја познати су у земљи и иностранству по производњи вина, посебно сорти ризлинг, силванер и милер-тургау.

## Географија

### Положај
Бад Кројцнах је смештен између Хунсрика, Рајнхесена и северног Палатинског побрђа, око 14 km јужно-југозападно од Бингена на Рајни. Лежи на ушћу реке Елербах у доњи ток реке Нае.
Бад Кројцнах се налази у савезној држави Рајна-Палатинат у округу Бад Кројцнах. Град се налази на надморској висини од 104 метра. Површина општине износи 46,1 km². У самом граду је, према процени из 2010. године, живело 43.730 становника. Просечна густина становништва износи 949 становника/km².

### Суседне општине
У смеру казаљке на сату, Бад Кројцнах се граничи са Бреценхајмом, Лангенлонсхајмом, Гензингеном, Велгесхајмом, Цоценхајмом, Шпрендлингеном, Баденхајмом (последње пет општине смештене су у суседном округу Мајнц-Бинген), Бибелсхајмом, Пфафен-Швабенхајмом, Фолксхајмом, Хакенхајмом, Фрај-Лауберсхајмом, Алтенбамбергом, Бад Минстер ам Штајн-Ебернбургом, Трајзеном, Хифелсхајмом, Ридесхајмом, Роксхајмом, Харгесхајмом и Гулденталом.

### Клима
У просеку, годишње падне око 715 милиметара кише, што је веома мало, па се тиме Кројцнах према количини падавина налази готово на зачељу листе свих немачких градова. Свега 5% метеоролошких станица Немачке метеоролошке службе бележи ниже податке. Најсушнији месец је јануар, док се највише падавина излучи током јуна, када је количина падавина чак 1,8 пута већа него у јануару. У осталим месецима, падавине су прилично равномерно распоређене, тако да нема знатнијих варијација. Средња годишња температура износи 9,51 °C. Најхладнији месец је јануар, када просечна температура досеже свега 0,5 °C, а најтоплији јул, са средњом месечном температуром од 18,4 °C. Годишњи просек сунчаних сати дневно износи 4,4 часа, с тим да је најосунчанији месец јул, када сунце у просеку сија 6,9 сати дневно, док најмање сунца сија током јануара и децембра, када је просечан број сунчаних сати свега 1,1.
| Клима Бад Кројцнаха (просек 1961—1990) | Клима Бад Кројцнаха (просек 1961—1990) | Клима Бад Кројцнаха (просек 1961—1990) | Клима Бад Кројцнаха (просек 1961—1990) | Клима Бад Кројцнаха (просек 1961—1990) | Клима Бад Кројцнаха (просек 1961—1990) | Клима Бад Кројцнаха (просек 1961—1990) | Клима Бад Кројцнаха (просек 1961—1990) | Клима Бад Кројцнаха (просек 1961—1990) | Клима Бад Кројцнаха (просек 1961—1990) | Клима Бад Кројцнаха (просек 1961—1990) | Клима Бад Кројцнаха (просек 1961—1990) | Клима Бад Кројцнаха (просек 1961—1990) | Клима Бад Кројцнаха (просек 1961—1990) |
| Показатељ \ Месец                      | .Јан.                                  | .Феб.                                  | .Мар.                                  | .Апр.                                  | .Мај.                                  | .Јун.                                  | .Јул.                                  | .Авг.                                  | .Сеп.                                  | .Окт.                                  | .Нов.                                  | .Дец.                                  | .Год.                                  |
| -------------------------------------- | -------------------------------------- | -------------------------------------- | -------------------------------------- | -------------------------------------- | -------------------------------------- | -------------------------------------- | -------------------------------------- | -------------------------------------- | -------------------------------------- | -------------------------------------- | -------------------------------------- | -------------------------------------- | -------------------------------------- |
| Просек, °C (°F)                        | 0,5 (32,9)                             | 1,9 (35,4)                             | 5,3 (41,5)                             | 9,1 (48,4)                             | 13,5 (56,3)                            | 16,7 (62,1)                            | 18,4 (65,1)                            | 17,8 (64)                              | 14,4 (57,9)                            | 9,7 (49,5)                             | 4,8 (40,6)                             | 2,0 (35,6)                             | 9,51 (49,12)                           |
| Количина падавина, mm (in)             | 32,8 (12,91)                           | 34,6 (13,62)                           | 33,8 (13,31)                           | 37,3 (14,69)                           | 47,1 (18,54)                           | 59,0 (23,23)                           | 50,3 (19,8)                            | 55,4 (21,81)                           | 40,0 (15,75)                           | 40,0 (15,75)                           | 45,8 (18,03)                           | 41,0 (16,14)                           | 517,1 (203,58)                         |
| Извор:                                 |                                        |                                        |                                        |                                        |                                        |                                        |                                        |                                        |                                        |                                        |                                        |                                        |                                        |

## Историја

### Антика
Постоје докази да је још у 5. веку пре нове ере на овом простору постојало келтско насеље. Око 58. године п. н. е. ова област постала је део Римског царства и римски викус настао је овде, назван, према легенди, по Келту званом Крусинијак, који је дао део своје земље Римљанима како би за њих изградио станицу за снабдевање између Мајнца и Тријера. Кројцнах лежи на римском путу који је водио од Меца, долином реке Сар, пролазећи близу Дилингена и Толаја, до Бингена. Око 250. године нове ере, огромна (81 × 71 m) луксузна палата, јединствена у земљама северно од Алпа, саграђена је у стилу перистилске виле. Садржала је чак 50 соба само у приземљу. Сполија пронађена у близини Хајденмауера довела је до закључка да је на том месту био храм посвећен богу Меркуру или Меркуру и Маји, као и гало-римско провинцијско позориште. Према натписима на таблицама и цреповима пронађеним у Кројцнаху, вексилација Двадесет друге Прворођене легије била је стационирана овде. С циљем да се заштити царска граница од германског племена Алемана која су стално упадала на територију царства, помоћни каструм изграђен је 370. године под царем Валентинијаном I.

### Средњи век
Након пада Рима, у 500. години, Кројцнах је постао краљевско имање и империјално село у новорастућем Франачком царству. Затим је изграђена прва црква унутар зидина старог замка, која је првобитно била посвећена Светом Мартину, а касније Светом Килијану, а онда је коначно срушена 1590. По документу Луја Побожног из 822. године, који се позива на ранији Карлов документ из 741. године, црква Светог Мартина у Кројцнаху је наводно донирана Епископији у Вирзбургу од стране његовог претка Карломана. Према овом индиректном запису, Кројцнах је опет био документован у Франковим летописима као Краљевска палата, где је Луј Побожни боравио 819. и 839. године. Кројцнах је поменут у документима: Луја Побожног (823. као villa Cruciniacus и 825. и 839. као Cruciniacum castrum или Cruciniacum palatium regium), Лудвига II Немачког (745. као villa Cruzinacha и 868. као villa Cruciniacum), Карла III Дебелог (882. као ), Арнулфа Карантанијског (889), Хенрика I Птичара (923), Отона I (962. као Cruciniacus) и Фридриха I (1179. као Cruczennach).

### Нови век

#### Тридесетогодишњи рат
Током тридесетогодишњег рата Бад Кројцнах је био оспедан и заузиман много пута од стране многих сила које су учествовале у том рату. Први пут га је освојила шпанска краљевска трупа под вођством маркиза Амброзија Спиноле (1569—1630) 10. септембра 1620. године. Непуне две године касније, 1. марта 1632. године Кројцнах је пао под шведску, саксонско-вајмарску и енглеску управу на челу са Густафом II Адолфом Шведским (1594—1632); дворац је капитулирао три дана касније, 4. марта. Лорд Вилијам Кравен (1608—1697) и Сер Франсис Фан (1611—1681) били су тешко рањени током освајања замка. Дана 20. децембра 1635. године, Кројцнах је био освојен од стране шпанских краљевских и краљевских хрватских трупа под вођством Матијаса Галаса (1588—1647).
Поред ових, било је још доста напада на Кројцнах и освајања истог, тако да је град током овог рата изгубио доста људи — становништво је на почетку рата бројало око 8.000 човека, а након рата у граду је живело свега 3,500 хиљада људи. Израз Er ist zu Kreuznach geboren (Он је рођен у Кројцнаху) постао је крилатица у немачком за некога ко је морао да се бори са великим тешкоћама. Поред свих ратних страдања, град је 19. августа 1663. године додатно био погођен катастрофалним поплавама насталим изливањем реке Нае.

#### Деветогодишњи рат
Током деветогодишњег рата, или другачије познатог као рат велике алијансе, дворац Каузенбург освојен је од стране француског маршала Луја Франсое (1644—1711). Градско утврђење и дворац срушени су и Кројцнах је у великој мери уништен маја 1689. године од стране француских трупа предвођеним бригадним генералом Езекијелом ди Маом (1630—1704) и генералом-потпуковником Николом Шалоном ди Блеом (1652—1730). Цркве у Кројцнаху спаљене су 18. октобра 1689. године.

### 18. век
Од 1708. године, Кројцнах је у потпуности припадао Војводству Палатинат на Рајни. Под влашћу Карла III Филипа (1661—1742) била је изграђена солана Karlshalle 1729. године, а под влашћу Карлс Теодора (1724—1799) била је 1743. године изграђена солана Theodorshalle. Дана 13. маја 1725. године, након пролома облака и града, Кројцнах је био погођен екстремним поплавама у којима је 31 особа изгубила живот и између 300 и 400 грла стоке се удавило, две куће су биле у потпуности уништене, а много објеката оштећено, међу којима и саме градске зидине. У оснивању масонске ложе Zum wiedererbauten Tempel der Bruderliebe (За обновљен храм братске љубави) у Вормсу 1781. године учествовали су и масони из Кројцнаха. Велика ложа Рајнске масонске ложе (Осма провинцијална Велика ложа), основана 1775. године, добила је назив “Кројцнах”. Током веома јаке зиме 1783/84. године, град је погођен снажним поплавама. Извесни фармацеут по имену Данијел Рием (1730—1784) погинуо је у својој кући када се она срушила због снажних поплава.

### Француска револуција и Наполеоново доба
Током Наполеонових ратова (1792—1814), француски емигранти су дошли у Кројцнах, а међу њима и принц Луј Јозеф (1736—1818). Октобра 1792. године, француске трупе под командом генерала Адама Филипеа (1740—1793) заузеле су територију око Кројцнаха, остајући на том простору до 28. марта 1793. године. Сам град је био накратко окупиран од стране француских трупа под командом генерала Франсое Марсоа (1769—1796) 4. јануара, а затим поново 16. октобра 1794. године. Од 30. октобра па до 1. децембра 1795. године, град је био под влашћу краљевских трупа Карла Августа фон Салм-Грумбаха (1742—1800), али су на почетку протерани у крвавим борбама вођеним маршалима Жан-Батист Журданом (1762—1833) и Карлом XIV Јуаном Шведским (1763—1844). У ово доба, град је веома страдао под принудном влашћу Француза. Након француског повлачења, 12. децембра, град је био окупиран од стране аустријског батаљона предвођеним Алојзом фон Гавасинијем (1759—1834), који се повукао 30. маја 1796. године. Дана 9. јуна 1796. године, Кројцнах је био опет окупиран од стране Француске. Године 1797, Кројцнах, заједно са свим земљама на левој обали Рајне, анектиран је Првој француској републици, што је потврђено 1801. године Уговором у Линевилу. Делови града који леже северно од реке Нае били су припојени округу Зимерн у департману Рин-е-Мозел, док су они који леже на југу припојени департману Мон-Тонер (Донерзберг на немачком). Дана 20. септембра и 5. октобра 1804. године, францускки цар Наполеон Бонапарта посетио је Кројцнах. Поводом победе у бици код Аустерлица, пригодна химна Te Deum одржана је у католичким црквама у граду јануара 1806. године, по наредби ахенског бискупа Марк-Антоана Бердолета (1740—1809). Године 1808, Наполеон је, као поклон својој сестри Паулини, направио две солане у Кројцнаху. Наредне године, масонска ложа у Кројцнаху "Les amis réunis de la Nahe et du Rhin" основана је од стране Ван Рекума, која је у почетку трајала само до 1814. године, али је, ипак, поново основана 1858. године. У Наполеонову част, рачунање времена на годишњем тржишту у Кројцнаху започело је у недељу на дан његовог рођендана (15. август). Људи из Кројцнаха учествовали су 1812. године у Наполеоновом походу на Русију, којима је подигнут и споменик у граду 1842. године и он се и данас може видети. Ослободилачким ратовима у Немачкој стављена је тачка на француску владавину и у том периоду Кројцнах је постао слободан.

### Бечки конгрес и Први светски рат
Док није био успостављен нови трајни поредак Бечким конгресом, читав регион био је под управом баварско-аустријске администрације, чије је средиште било у Кројцнаху. Када су усвојени нови закони, Кројцнах је припао Пруском краљевству 1815. године и од 1816. припадао региону Кобленц у покрајини Великог војводства Доње Рајне (од 1822. године покрајина Рајна) и био је погранични град између две државе, између Великог војводства Хесеа на истоку и баварске ексклаве Палатинат на југу. Две солане у граду, које су изграђене као поклон Наполеоновој сестри, биле су од 1816. до 1897. године под управом Војводства Хесе на пруској територији. Године 1817, Јохан Ерхард Прајгер отворио је први салон за купање са сланом водом и тиме поставио темеље бањском туризму. Године 1843, Карл Маркс оженио се Џени фон Вестфален у Кројцнаху, вероватно у Вилијамовој цркви, која је саграђена између 1698. и 1700. године, а касније, 1968. године, срушена, остављајући за собом само црквени торањ. У Кројцнаху је Маркс оставио делове рукописа свог значајног дела „Критика Хегелове филозофије права” из 1843. године. Клара Шуман, композиторка и супруга композитора Роберта Шумана, која је посећивала бању у Кројцнаху, заједно је са својом полусестром Мари Вик одржала концерт у бањској кући у Кројцнаху 1860. године. Изградњом железничке станице Долина Нае од Бингербрика до Сарбрикена у периоду 1858/1860. године, постављен је темељ за индустријализацију у граду. Овај потез, заједно са све већим приходима од бање, довео је до економског бума за развој града након дугогодишње стагнације. Ипак, пруга није изграђена само као индустријска веза и пут за долазак бањских туриста, већ и као логистичка линија за снабдевање током рата који је требало да избије са Француском. Пре тога, међутим, на границама Кројцнаха, дошло је до сукоба између Пруске и Баварске 1866. године. То је довело до изградње још једне пруге још пре Првог светског рата, стратешке пруге из Бад Мистер ам Штајн-Ебернбурга кроз Штаудернхајм, Мајзенхајм, Лаутерекен и Кузел према западу, чинећи тако Кројцнах важним чиниоцем за транспорт према западу. Само у периоду око 1950. су делови ове линије били напуштени. Данас, између Штаудернхајма и Кузела железница служи као туристичка атракција за оне који желе да возе дресину.
Године 1904, фармацеут Карл Аскоф открио је да слана вода у Кројцнаху садржи радон и након тога уведена је терапија радонске балнеологије, терапија која је већ била примењивана у аустроугарском граду Јахимову (данас Чешка Република). Иако је проценат радона у кројцнашкој води знатно мањи од оног у Бад Брамаху или Бад Гаштајну, град се брзо котирао као “лековита радијумска бања” — без обзира на техничку грешку у називу. Године 1912. отворен је радонски инхалаторијум, који је доводио ваздух из старе рударске галерије у Каузенбергу, који је имао већи садржај радона у односу на изворску воду. Инхалаторијум је уништен 1945. године, а рударска галерија је 1974. године претворена у терапеутску собу. До данашњих дана, инхалација радона користи се као лек против болова за оне који пате од реуме. У Првом светском рату, и бањска кућа у Кројцнаху и други хотели и виле постали су од 2. јануара 1917. године седиште штабова Кајзера Вилхелма II. Кајзер је заправо живео у бањској кући. У бањској кући су се 19. децембра 1917. године генерал Мустафа Кемал — познатији као Ататурк (“отац Турака”) и каснији председник строго секуларне Турске — Кајзер, Паул фон Хинденбург и Ерих Лудендорф састали ради преговора. Наредне године, јануара 1918. екстремна поплава током зиме довела је до измештања бање у Белгију.

### Вајмарска република и Трећи рајх
Након Првог светског рата, француске трупе заузеле су Рајнску област и заједно са њом и град Кројцнах, када је већина хотела у граду углавном напуштена. Године 1924. Кројцнах је добио статус  (срп. купатило), који се додељује местима која се могу сматрати лечилиштима. Од тада, град је познат по свом данашњем имену — Бад Кројцнах. Након што су нацисти заједно са Адолфом Хитлером дошли на власт 1933. године, основан је покрет отпора национа-социјализму, међу којима је био и синдикалиста Уго Салцман. Упркос хапшењу, Салцман је преживео Нацистичка Немачка, и након 1945. био на челу градског већа Комунистичке партије Немачке (Communist Party of Germany — KPD). Бад Кројцнах, чији су бањски објекти и хотели још једном, од 1939. до 1940. године, постали седиште Врховне команде Армије, био је поново мета савезничких ваздушних напада.

### После 1945.
Бад Кројцнах је марта 1945. године био окупиран од стране америчких трупа и тада био под америчком војном влашћу. Територија коју су заузели Американци обухватала је и један од 19 кампова саграђених ради разоружавања немачких снага, који се налазио у близини Кројцнаха, а данас је то место обележено спомеником. Ово место било је познато и под именом Поље беде. У непосредној близини, у шуми Лохрер Валд, налази се и почасно гробље жртвама рата. Према потсдамском протоколу о утврђивању граница окупационе зоне, Кројцнах се једно време налазио у француској зони окупације, али у размени током 1950-их, оружане снаге САД повратиле су округе Кројцнах, Биркенфелд и Кузел. Све до средине 2001. године, америчке снаге држале су четири касарне, ракетну јединицу Редстоун, стрелиште, мали аеродром и вежбалиште у Кројцнаху. Последње америчке снаге у Бад Кројцнаху били су делови Прве оклопне јединице. Године 1958, француски председник Де Гол и федерални канцелар Конрад Аденауер потписали су споразум о институционализацији специјалних односа између ове две земље, који је резултирао Елизејским уговором 1963. године. Дана 1. априла 1960. године, Бад Кројцнах је проглашен за град, након захтева упућеног државној влади, и добио статус große kreisangehörige Stadt (“велики град који припада округу”). Године 2010. Бад Кројцнах је расписао конкурс за замену старог моста на реци Нае из 1950-их. Нови мост, дизајниран од стране архитектонске фирме из Копенхагена, завршен је 2012. године.

### Амалгамација
Током управног реструктурирања у округу Рајна-Палатинат, општине Бозенхајм, Планиг, Ипезхајм (све три су до тада припадале округу Бинген) и Вазенхајм биле су припојене округу Бад Кројцнах 7. јуна 1969. године. Поред тога, Ридезхајм је био припојен Кројцнаху, али се на суду борио против амалгамације и неколико месеци касније обновио своју аутономију. Као део немачких савезних избора 2009. године, плебисцит је гласао и за референдумско питање да ли градови Бад Кројцнах и Бад Минстер ам Штајн-Ебернбург треба да се споје, а 68,3% гласача из Бад Кројцнаха фаворизовало је преговоре између два града. Дана 25. маја 2009. године, град је добио још једно специјално признање, овога пута од кабинета Ort der Vielfalt — “седиште културног диверзитета”.

## Религија
Према подацима из 2013. године, у граду је живело 44.851 становник, а од њих је 15.431 било евангелиста (34,405%), 13.355 католика (29,776%), 4 припадника старе католичке цркве (0,009%), 77 припадника грчке православне цркве (0,172%), 68 припадника руске православне цркве (0,152%), 16 припадника слободне евангелистичке цркве (0,036%), 41 лутеранист (0,091%), 1 методист (0,002%), 10.579 њих је било нерелигиозно или није желело да открије своју вероисповест (23,587%), док су се остали становници изјаснили као припадници неких мањих верских заједница.

## Економија и инфраструктура

### Виноградарство
Бад Кројцнах је град познат пре свега по виноградарству, са чак 777 хектара површине под виноградима, од чега је 77% засада под врстама од којих се прави бело, а 23% црвено вино. Он је највећи виноградарски центар у винском региону Нае и седми највећи у округу Рајна-Палатинат.

### Индустрија и трговина
Бад Кројцнах има око 1.600 предузећа са најмање једним запосленим, чиме нуди чак 28.000 радних места, од којих је половина попуњена путницима који долазе у град из околних подручја. Економску структуру карактеришу углавном мала и средња предузећа, али и неке веће компаније попут произвођача гума Michelin, произвођача машина KHS, Meffert Farbwerke (боје, лакови, заштитни премази) Jos. Schneider Optische Werke GmbH и друге. Године 2002, Seitz-Filter-Werke, фирма са богатом историјом, преузета је од стране америчке корпорације. Производња овог предузећа има велики значај, а посебно је добро представљено у хемијској (гуме, лакови, боје) и оптичкој индустрији, као и у производњи машина и аутомобилској индустрији. Малопродаја и продаја на велико, као и ресторани, имају посебан значај у ужем центру града, а последњих година и услужни сектор све више добија на значају. Брз пут до Аутобана чини Кројцнах ближим франкфуртском аеродрому.

### Бањски туризам
Бањски и велнес туризам такође заузимају значајно место у традицији града као најстарија бања на свету са водом обогаћеном радоном и центар округа Рајна-Палатинат за реуматску негу. Са 2.498 кревета за госте и 449.756 ноћења, чак 270.306 људи одсело је на рехабилитационој клиници. У граду постоји више клиника и места за лечење разних здравствених проблема радоном и разним другим солима којима је богата вода. Неки од главних здравствених проблема због којих људи долазе у Кројцнах на лечење су реума, промене у зглобовима због гихта, дегенеративна обољења кичменог стуба и зглобова, женски проблеми, инфективне болести коже, ендокрине дисфункције, психосоматске болести и проблеми са очима. Након значајног пада у бањском пословању током 1990-их година, приступило се ремоделирању и адаптацији бање за лечење пацијената. Јавно купатило Saunalandschaft проширено је и постало је “велнес храм” са 12 великих сауна на површини од 4.700 квадратних метара, а прима око 80.000 посетилаца годишње.

### Транспорт
С обзиром да је Кројцнах смештен у уској долини реке Нае, сви транспортни коридори воде узводно паралелно уз реку. Поред тога, град представља важну тачку кроз коју пролазе сви видови транспорта.

#### Железнице
У периоду од 1896. до 1936. године, постојала је железничка мрежа Kreuznacher Kleinbahnen састављена од пруга узаног колосека. Оригинална парна локомотива, која је била коришћена у то доба и пребачена из Витнербурга, данас се може наћи у оближњем Бокенауу. Kreuznacher Straßen- und Vorortbahnen (“Кројцнах трамвајска и приградска железница”) опслуживао је не само град, већ је водио и до околних места, до Бад Минстер ам Штајн-Ебернбурга, Лангенлонсхајма и Санкт Јохана. Године 1953, читав систем је затворен. Увођењем Rhineland-Palatinate Timetabling, средином 1990-их, и увођењем ICE/EC/IC возова, железнице су поново добиле на значају. Поред увођења сатног распореда, дошло је и до значајног проширења ноћног реда вожње, са возовима који воде до Мајнца на свака три сата. Станица Бад Кројцнах је једна од станица округа Рајна-Палатинат која има облик слова V. Рачвајући се од железничког колосека Долина Нае (Бинген-Сарбринкен) пруга води до Гау-Алгесхајма. Од Бингена на Рајни, Регионалбан води до железничког колосека Долина Алсенца, који се одваја од колосека Долина Нае у Бад Минстер ам Штајн-Ебернбургу, па до Кајзерслаутерна, стиже се за око 65 минута.

## Култура

### Медији

#### Штампани медији
- — дневне новине за Бад Кројцнах и околину[21]
- — дневне новине за Бад Кројцнах и околину
- — градски магазин
- — недељник[22]
- — магазин; излази од 1. октобра 2010.[23]
- — недељник; излази од октобра 2006.

#### Онлајн
- — тренутна дешавања и информације о Бад Кројцнаху; од 1. јуна 2008.[24]
- — новости за Бад кројцнах

## Међународна сарадња
| Мјесто       | Држава    | Врста сарадње | Од    |
| ------------ | --------- | ------------- | ----- |
| Стараја Руса | Русија    | контакт       | 2000. |
| Бург ан Брес | Француска | партнерство   | 1963. |
| Извор        |           |               |       |